# Могольон (культура)

Распространение культуры Могольон и соседних культур

Археологическая культура Могольон — одна из 4-х крупнейших исторических культур юго-запада современных США, частично затрагивавшая также территорию северной Мексики. Существовала примерно с 150 г. н. э. по 1400 г. н. э. Название происходит от Могольонских гор, названных в честь дона Хуана Игнасио Флореса Могольона, губернатора входившей в состав вице-королевства Новая Испания провинции Новая Мексика в 1712—1715.

## Культурная история
Культура была открыта в результате археологических раскопок двух памятников — Харрис-Вилидж у г. Мимбрес в Нью-Мексико и Могольон-Вилидж. Несмотря на сходство с культурой анасази, у находок из данных памятников были свои специфические черты.
Происхождение культуры Могольон остаётся предметом споров. Согласно одной из моделей, культура возникла из предшествующей «пустынной архаичной» традиции, которая происходила, в свою очередь, от первых доисторических обитателей (эпохи позднего плейстоцена) на данной территории (около 1300 г. до н.э). Согласно альтернативной версии, культура Могольон была потомком ранних фермеров, которые мигрировали из сельскохозяйственных регионов в центральной Мексике около 1200 г. до н. э., и которые заменили потомков Пустынной архаичной культуры.
Исследования культуры Могольон выявили ряд её региональных вариантов, из которых наибольшую известность и признание в исторической литературе получила культура Мимбрес. Другие локальные варианты культуры Могольон: Jornada, Forestdale, Reserve, Point of Pines (или «Black River»), San Antonio, Upper.
Хотя культура Мимбрес — наиболее известный вариант культуры Могольон, временной период её существования и область её распространения составляли намного меньше, чем для всей культуры Могольон.
С культурой Могольон нередко отождествляют археологический памятник Пакиме в Мексике; другие исследователи выделяют его в отдельную культуру.

### Культура Мимбрес
Термин «Мимбрес» может, в зависимости от контекста, обозначать подрегион области распространения культуры Могольон, или же период времени, «классическую стадию Мимбрес». Область распространения культуры Мимбрес включала долину Мимбрес, верховья реки Хила (Gila) и части верховий реки Сан-Франциско на юго-западе штата Нью-Мексико и юго-востоке Аризоны.
Различие между областью Мимбрес и другими зонами культуры Могольон наиболее очевидно для Третьего круга (около 825—1000 н. э.) и Классической культуры Мимбрес (1000—1150 н. э.), когда архитектурные сооружения и чёрно-белая керамика приобретают характерные для данного места формы и стили. Керамика классической стадии Мимбрес получила настолько большую известность, что её стиль был воспроизведён на обеденной посуде Железных дорог Санта-Фе в начале XX века.
Поселения с домами-колодцами Стадии Третьего круга (около 825/850-1000 н. э.) культуры Мимбрес имеют свои характерные особенности. Дома — строго четырёхсторонние, обычно с острыми углами, покрытыми штукатуркой полами и стенами. Площадь пола в среднем составляет 17 квадратных метров. Среди местных стилей керамики следует отменить ранние формы характерной чёрно-белой керамики, с красным рисунком на кремовом фоне, а также рельефную без рисунка. Крупные церемониальные сооружения (известные под названием «кива») выкопаны глубоко в грунте, нередко включают определённые церемониальные принадлежности, такие, как барабаны для ноги или брёвна с канавкой.
Пуэбло (поселения), относящиеся к классической стадии Мимбрес (1000—1150 гг. н. э.), могли быть достаточно крупными, некоторые состояли из групп комплексных блоков помещений — до 150 комнат в каждом, и группировались вокруг площади. Церемониальные сооружения напоминали сооружения других подкультур Могольон. Кивы (святилища) были полуподземными.

### Керамика Мимбрес

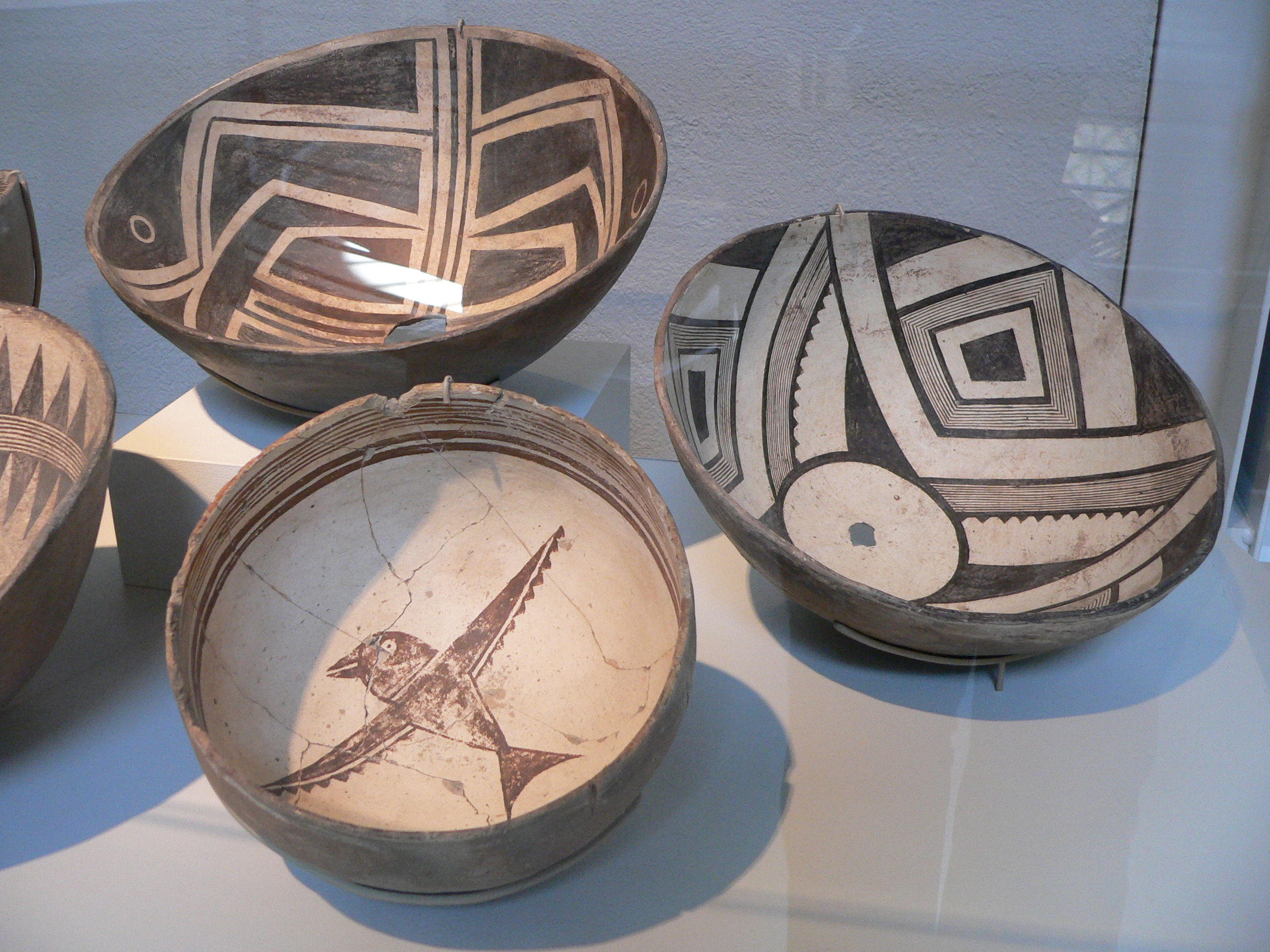
Чаши культуры Мимбрес в Стэнфордском университете

Керамика Мимбрес, которая часто представляет собой чаши с изящными рисунками, имеет своеобразный стиль, нередко украшена геометрическими или фигурными рисунками животных, людей и культурных символов чёрной краской по светлой поверхности. Многие из этих изображений находят параллели в культурах северной и центральной Мексики. На ранней керамике нередко изображается фигура одного животного, окружённая сложными симметричными изображениями. На классической керамике может быть представлено несколько фигур животных, людей и т. д. в окружении геометрических рисунков. Встречаются изображения птиц, например, индеек, поедающих насекомых, или людей, ловящих птиц в саду.
Нередко керамику Мимбрес находили в погребениях, причём в центре керамических изделий было пробито отверстие. Иногда чаша накрывала лицо погребённого. Следы износа на керамике говорят о том, что их использовали в быту, а не изготавливали специально для погребения.
Стиль Мимбрес был столь характерным и своеобразным, что до недавнего времени археологи отождествляли его исчезновение около 1130—1150 г.н. э. с «исчезновением» создателей этой керамики. Более поздние исследования показали, что хотя существенное снижение численности населения долины Мимбрес действительно имело место в этот период, однако часть населения осталась, а керамика стала больше напоминать изделия соседних народов, но в то же время стала распространяться и среди соседей.

## Географическое местонахождение
Могольонцы заселяли территорию высокогорных пустынь на территории современных штатов Нью-Мексико и Техас с США, а также Чиуауа и Сонора в Мексике. Первоначально могольонцы питались грубой пищей, занимались примитивным сельским хозяйством. В течение 1 тыс. н. э. зависимость от сельского хозяйства возросла. Мелиоративные средства были распространены среди жителей культуры Мимбрес в X—XII веке.
Вид и плотность населения поселений культуры Мимбрес менялись со временем. Самые ранние могольонские поселения были очень маленькими и состояли из нескольких домов-колодцев с соломенной или тростниковой крышей, которая опиралась на решётку из несколькиз балок. Со временем размеры поселений увеличивались, и к 11 веку появились поселения с домами, установленными на поверхности, с каменными или саманными стенами, с балочными крышами. Скальные жилища, подобные жилищам анасази, получили распространение в XIII и XIV веках.

## Археологические памятники
Археологические памятники, которые связывают с культурой Могольон, обнаружены в пустыне Хила в долине реки Мимбрес, у Пакиме и Уэко-Танкс. Скальные жилища долины Хила были объявлены национальным памятником США 16 ноября 1907 г. Руины Кинишба имеют черты как культуры Могольон, так и соседней культуры Анасази.

## Потомки
Со временем территорию, которую занимала культура Могольон, заселили апачи, пришедшие с севера. По мнению археологов, культура современных народов хопи и зуни из группы пуэбло весьма похожа на культуру Могольон. Современные пуэбло в устных преданиях сохраняют воспоминания о нескольких культурах, от которых они произошли — анасази, могольон, хохокам и патайян.